# Heinosuke Gosho
Heinosuke Gosho (五所 平之助 Gosho Heinosuke?,  24 de enero de 1902 – 1 de mayo de 1981) fue un director de cine japonés que dirigió la primera película sonora japonesa, Madamu to nyōbō (Mi esposa y la del vecino), en 1931. Fue en una ocasión presidente del Gremio de Directores de Japón.

## Biografía
Hija de una relación adúltera de su padre con una geisha. Su padre vivió en el distrito de Kanda (Toquio), donde dirigía un negocio de ultramarinos. Debido a la muerte de su hermano mayor en 1907 fue designado heredero de su padre, que en 1916 le envió a estudiar comercio en la escuela de Keiō, donde en 1921 se diplomó en contabilidad. Se dedicó a la poesía y frecuentó círculos literarios, razón por la cual su padre le envió un año para cumplir el servicio militar. Al volver, conoció a Shirō Kido, futuro dueño de Shochiku, que le convenció para dedicarse la industria cinematográfica. Esto lo enfrentó a su padre y abandonó la casa familiar.
Gosho se incorporó en los estudios Kamata de Shōchiku en mayo de 1923, tres meses antes de Yasujirō Ozu. Después fue ayudante de Yasujirō Shimazu. Hizo su primera película en 1925. Una de sus principales influencias proviene de las películas de Ernst Lubitsch, que miraba incansablemente de desarrollar sus técnicas de posada en escena, cautivada por The Marriage Circle que la vio más de veinte ocasiones, animándolo a trabajar en primer plano.
En 1931 dirigió la primera película íntegramente sonora en japonés, la comedia Madamu to nyōbō con Kinuyo Tanaka. Antes de ser la musa de Kenji Mizoguchi, Kinuyo Tanaka fue la de Gosho que la dirigió en 17 películas con ella entre 1926 y 1936.
Durante los años de guerra, la tuberculosis mantuvo a Gosho alejado de los estudios. En 1941, Gosho dejó el Shōchiku y entró en Daiei Film. Después se comprometió en 1945 con la Tōhō. En 1948, fue uno de los líderes de la huelga, que provocó una escisión en Tōhō y la creación de una nova sociedad, Shintōhō. Heinosuke Gosho se encuentra desocupado desde hace dos años y acaba eligiendo la independencia de los estudios fundada en octubre de 1950 su propia empresa, Studio Eight Productions con el director de fotografía Mitsuo Miura, el director Shirō Toyoda, los escritores Jun Takami, Junji Kinoshita y Sumie Tanaka. La primera película producida por la compañía fue Wakare-gumo en 1951.
En 1953, Gosho dirigió Entotsu no mieru basho, presentada en competición en el Festival de Berlín y Ōsaka no yado el año siguiente por Shintōhō, que a la década de 1950 apeló a grandes maestros como Akira Kurosawa, Kenji Mizoguchi, Yasujirō Ozu o Hiroshi Shimizu por hacer algunas películas emblemáticas.
Heinosuke Gosho rodó un centenar de películas entre 1925 y 1968. De su período mudo, tan solo han sobrevivido hasta hoy dos películas, Koi no hana saku Izu no odoriko y Aibu ambas rodadas en 1933.

## Filmografía
- Aiyoku no ki (愛慾の記) (1930)
- Madamu to nyōbō (マダムと女房) (1931)
- Koi no hana saku Izu no odoriko (恋の花咲く　伊豆の踊子)(1933)
- Jinsei no onimotsu (人生のお荷物) (1935)
- Hanamuko no negoto (花婿の寝言) (1935)
- Hanakago no uta (花籠の歌) (1935)
- Oboroyo no onna (朧夜の女) (1936)
- Shindō zenhen (新道前篇) (1936)
- Shindō kōhen (新道後篇) (1936)
- Bokuseki (木石) (1940)
- Ima Hitotabi no (今ひとたびの, 1947)
- Entotsu no mieru basho (煙突の見える場所)(1953)
- When a Cloud Breaks Off (雲がちぎれる時) (1953)
- Osaka no yado (大阪の宿, ) (1954)
- Takekurabe (たけくらべ) (1955)
- Kiiroi karasu (黄色いからす, ) (1957)
- Banka (挽歌, 1957)
- Ari no machi no Maria (蟻の街のマリア) (1959)
- Ryōjū (猟銃) (1961)
- Kaachan kekkon shiroyo (1962)
- Osorezan no onna (1965)
- Utage 宴 (1967)
- Onna to misoshiru (女と味噌汁) (1968)